# 医学及び歯学の教育のための献体に関する法律
医学及び歯学の教育のための献体に関する法律（いがくおよびしがくのきょういくのためのけんたいにかんするほうりつ、昭和58年5月25日法律第56号）は、献体に関する日本の法律である。
1983年（昭和58年）5月25日に公布された。改正は中央省庁等改革関係法施行法（平成11年法律第160号）によるのみで、中央省庁改変に伴い「文部省令」を「文部科学省令」に、「文部大臣」を「文部科学大臣」に改正したものである。

## 内容
献体について定めた法律でこの法律で初めて献体という言葉の定義が作られた。医学や歯学の発展のため、医学生や歯学生の教育のために献体となった本人や遺族の提供意思を尊重しつつ謙虚な姿勢で解剖実習が行われるよう求めている。